# Vivit sub pectore vulnus

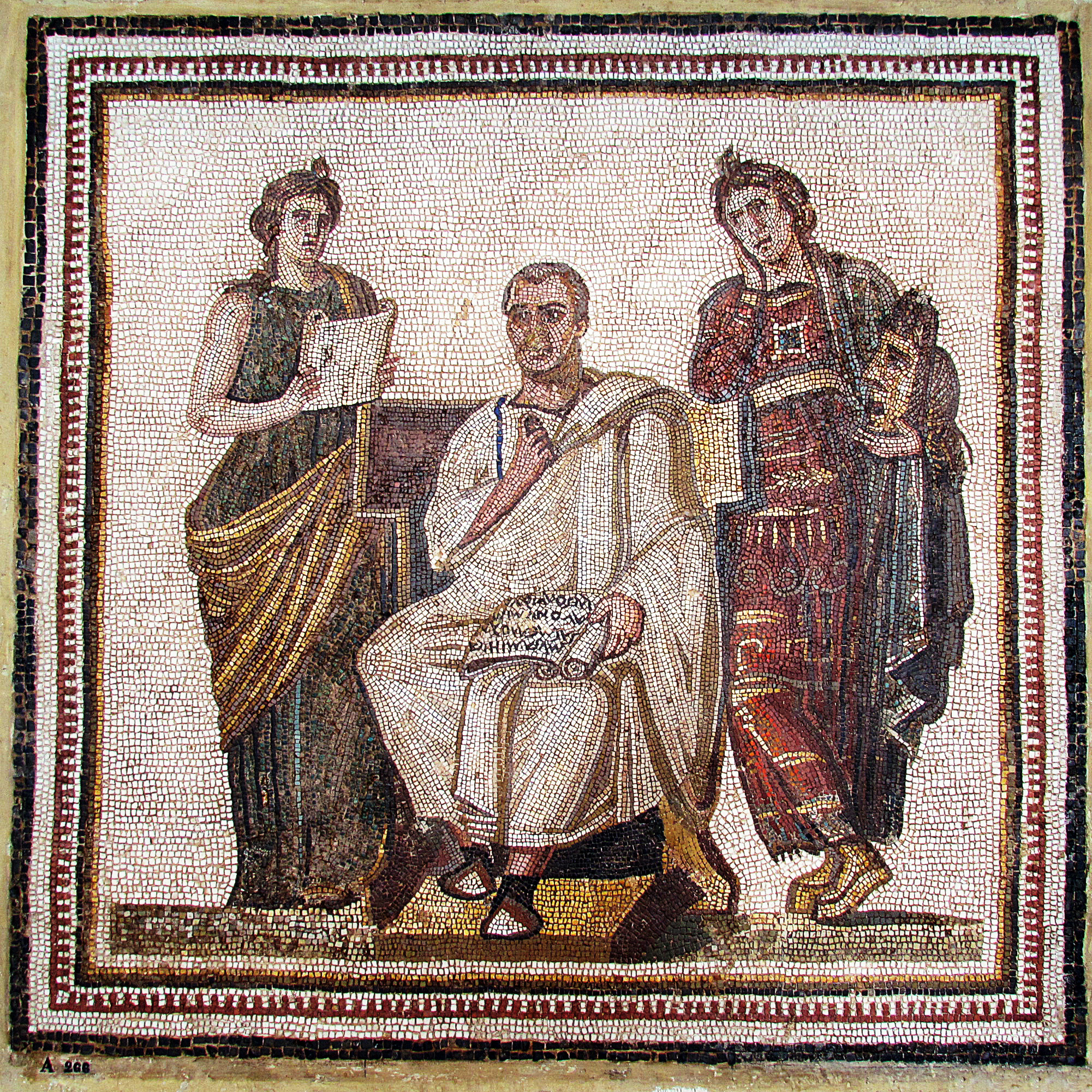
Virgilio con lEneide tra Clio e Melpomene (Museo nazionale del Bardo, Tunisi)

La locuzione latina Vivit sub pectore vulnus, tradotta letteralmente, significa la ferita sanguina nell'intimo del cuore (Virgilio, Eneide, IV, 67).
Il poeta commenta gli esiti della passione di Didone per Enea (paragonata a una cerva ferita a morte, che continua  a trascinare l'asta mortale), passione dolorosa che la  condurrà alla disperazione e al suicidio. Si cita a proposito di passioni forti, violente, che lasciano un'impronta indelebile.